# 最高のオヤコ
『最高のオヤコ』（さいこうのオヤコ）は、「新春ドラマ特別企画」としてMBS制作でTBS系にて2016年1月8日に放送されたスペシャルドラマ。シングルマザーとその娘の20年間にわたる笑いと涙の物語を描く。吉田紀子脚本。主演は藤山直美で、仲里依紗と共演する。
本作は、親子の絆をテーマに描いたドラマ。上方喜劇界を代表する女流コメディアン・藤山直美が主演。仲里依紗と初共演した。
キャッチコピーは「オヤコの絆は、一日にして成らず。」

## あらすじ
居酒屋経営者のみどりは、一人娘のさゆみを女手一つで育てる。さゆみは成績こそ学内優秀だったが、卒業後の就職先が見つからず、さゆみはみどりに対して常にストレスと八つ当たりをぶつける。ところがある日、みどりがおにぎりを即売しているのを、修一なる男がみて、みどりの店に駆けつけた。みどりは、かつて大病院の後継ぎ息子である修一と交際したが、「身分の違い」から、さゆみを身ごもって自らの意思で姿をくらます。
そこで、さゆみは大学の教授から、ロンドンへの留学を薦められる。しかし学費が高額であることをネックに、それを母・みどりに切りだせないでいたが、さゆみの恋人である淳平はそれを知り、おにぎりのチェーン化を目指そうとする男を頼って…

## 出演
- 小野寺みどり - 藤山直美
- 小野寺さゆみ - 仲里依紗
- 和田清之進 - 六平直政
- 長嶋淳平（淳平くん） ‐ 市川知宏
- 星野さん ‐ 大谷亮介
- 安達さん ‐ 菅原大吉
- ケンちゃん ‐ 水田航生
- 柴田刑事 ‐ 伊藤正之
- 金子弘 - 小倉久寛
- TV中継のレポーター - 山中秀樹
- 木谷修一 - 榎木孝明
- 木谷理沙 - 賀来千香子
- EDの客 - 渡辺えり、林家ペー、林家パー子

## スタッフ
- 脚本 - 吉田紀子
- メインテーマ - lecca「ねがい」（cutting edge)
- 演出 - 竹園元
- 技術協力 - ビデオスタッフ
- 美術協力 - フジアール
- プロデューサー - 志村彰（The icon）、関川友理（The icon）、竹園元（MBS）
- 制作プロダクション - The icon
- 製作著作 - MBS